# Sonneberg
Sonneberg är en stad i det tyska förbundslandet Thüringen och huvudort i distriktet (Landkreis) med samma namn. Staden är känd för sin leksaksindustri.
Staden ligger vid södra sluttningen av bergsområdet Thüringer Wald precis vid gränsen mot Bayern. Sonneberg uppkom i skyddet av en borg och nämndes 1207 för första gången i en urkund. Efter 1485 tillhörde staden furstehuset Wettin (sidogren Ernestiner). Omkring 1700 etablerades leksaksmanufakturen i Sonneberg och 1858 fick staden anslutning till järnvägsnätet. Före andra världskriget byggdes fabriker för framställning av uniformer i staden.

## Sevärdheter
- Leksaksmuseum
- Stadskyrkan
- Rådhuset